# Chloroselas minima
Chloroselas minima is een vlinder uit de familie van de Lycaenidae. De wetenschappelijke naam van de soort is voor het eerst gepubliceerd in 1966 door Thomas Herbert Elliot Jackson.
De soort komt voor in de droge savannes van Kenia en Tanzania.